# Haquinus Molinus
Haquinus Molinus, född 1599 i Frinnaryds församling, död december 1674 i Löts församling, var en svensk präst.

## Biografi
Molinus föddes 1599 i Frinnaryds församling. Han var son till mjölnaren Knut på Kvarnaryd. Molinus blev 1620 student vid Uppsala universitet, men finns inte antecknad i universitets matrikel. Han prästvigdes 31 maj 1626 till huspredikant på Vittviks säteri och blev 1635 rektor vid Eksjö trivialskola. Molinus blev 1655 kyrkoherde i Löts församling och avlade där 1674.

### Familj
Molinus gifte sig 2 november 1636 med Elisabeth Hultenius. Hon var dotter till kyrkoherden i Hults församling. De fick tillsammans barnen Hans Molinus (1637–1668), komministern Samuel Molinus i Löts församling, Karin Molinus (född 1645) och Nils Molinus.
Molinus gifte sig andra gången 1657 med Margareta Torstensdotter (död 1682). De fick tillsammans barnen Zacharias Molinus (född 1658), Elisabeth Molinus (född 1660), Zacharias Molinus (född 1663) och Isac Molinus.